# Háromhuta
Háromhuta is een plaats (község) en gemeente in het Hongaarse comitaat Borsod-Abaúj-Zemplén. Háromhuta telt 172 inwoners (2001).